# Biblioteca de la Universidad Adolfo Ibáñez
La Biblioteca de la Universidad de Adolfo Ibáñez es la biblioteca perteneciente a la Universidad Adolfo Ibáñez, Chile.

## Historia
La Biblioteca de la Universidad de Adolfo Ibáñez nace en la misma sede que albergó la Escuela de Negocios de Valparaíso en 1974. Originalmente la Biblioteca estaba en la misma casa del fundador de la Universidad, Adolfo Ibáñez Boggiano. Solo hacia 1996 la Biblioteca de la sede Viña del Mar se traslada hacia las instalaciones donde actualmente se encuentra.
En 2002 se crea la Biblioteca de Pregrado ubicada en la sede Peñalolén. Esta Biblioteca tiene como objetivo atender principalmente a los usuarios de las carreras de pregrado que imparte la Universidad.
En 2007 se crea la Biblioteca de Postgrado ubicada también en la sede Peñalolén pero en el edificio de Postgrado, este edificio está diseñado para atender a usuarios que realicen estudios de Diplomados, Master, MBA y doctorados.